# Feuerwehr Gießen
Die Feuerwehr Gießen der hessischen Universitätsstadt Gießen besteht aus einer Berufsfeuerwehr und sechs Freiwilligen Feuerwehren. Die Feuerwehr untersteht dem Amt für Brand- und Bevölkerungsschutz der Universitätsstadt Gießen. Amt und Feuerwehr werden seit 1. Februar 2012 geleitet von Branddirektorin Martina Klee. Klee ist die erste Leiterin einer Berufsfeuerwehr in Deutschland.

## Berufsfeuerwehr
Die Berufsfeuerwehr Gießen wurde im Jahr 1914 gegründet und besteht aus:
- drei Wachabteilungen,
- der Leitung der Feuerwehr Gießen,
- der Abteilung Vorbeugender Brandschutz.

## Freiwillige Feuerwehr
Die Freiwillige Feuerwehr der Stadt wurde im Jahr 1855 gegründet. Sie hat ihre Standorte in
- Gießen-Allendorf
- Gießen-Mitte
- Gießen-Kleinlinden
- Gießen-Lützellinden
- Gießen-Rödgen
- Gießen-Wieseck

Sämtliche Freiwillige Feuerwehren der Stadtteile führen je eine Jugendfeuerwehr und eine Kinderfeuerwehr.
Ergänzt wird seit dem 1. März 2019 die Freiwillige Feuerwehr Gießen-Mitte über eine so genannte „Tagesfeuerwehr“. Dabei handelt es sich um Feuerwehrleute, die hauptberuflich bei der Stadt Gießen arbeiten und bereits in einer anderen Freiwilligen Feuerwehr aktiv sind. Mit ihrer Zweitmitgliedschaft unterstützen die Verwaltungsmitarbeiter nun tagsüber die hauptberuflichen und ehrenamtlichen Kräfte der Feuerwehr. Für die Einsatzkräfte wurden eigens Spinde mit der persönlichen Schutzausrüstung im Rathaus untergebracht. Für ihren Dienst steht ihnen dort in der Tiefgarage ein Mannschaftstransportfahrzeug der Feuerwehr zur Verfügung.

## Verantwortungsbereich
Die Feuerwehr Gießen ist als öffentliche Feuerwehr auf Grundlage des Hessischen Brand- und Katastrophenschutzgesetzes mit 70 hauptamtlichen und über 200 ehrenamtlichen Feuerwehrangehörigen für den Brand- und Katastrophenschutz in der Stadt und auch in der näheren Umgebung Gießens verantwortlich und fährt bis zu 1500 Einsätze jährlich.